# Тендовагініт
Тендовагініт — гостре або хронічне запалення сухожильної піхви (сполучнотканинних оболонок, що оточують сухожилля). Розвивається в ділянці кисті, променезап'ясткового суглоба, передпліччя (променевий і ліктьовий тенобурсит), стопи, гомілковостопного суглоба і ахілесового сухожилля (ахілобурсит).

## Причини
Тендовагініт розвивається внаслідок проникнення мікроорганізмів в сухожильні піхви при ранах та гнійних захворюваннях навколишніх тканин. Проте захворювання може виникнути і без участі збудника (асептичний тендовагініт), а від надмірного навантаження на сухожилля — постійного, пов'язаного з професією.

## Симптоми
Гострий біль, що різко посилюється при щонайменшому русі, набряк по ходу сухожилля, гарячка.
При тендовагініті від перевантаження біль не різкий, але рухи супроводжуються болем, відчуттям хрускоту (крепітуючий тендовагініт), загальний стан хворого не порушується. Проте без правильного лікування і цей тендовагініт може привести до стійкого обмеження рухів або перейти в хронічну форму.

## Діагностика
Діагноз тендовагініту ґрунтується на характерній локалізації процесу і даних клінічного дослідження.

## Лікування
Лікування гострого тендовагініту поділяється на загальне і місцеве. Загальне лікування при інфекційному процесі спрямоване на боротьбу зі збудниками (застосування антибактерійних засобів, зміцнення захисних сил організму). При неінфекційному процесі використовують лікарські препарати, що зменшують запальний процес (наприклад, індометацин).
Місцеве лікування, як при інфекційному, так і при неінфекційному тендовагініті в початковій стадії включають спокій, який встановлюється за допомогою шин або лангет, зігрівальні компреси. Після стихання гострих явищ призначають фізіотерапевтичні процедури (УВЧ, ультразвук та ін.) і лікувальну гімнастику. При гнійному процесі показаний терміновий розтин і дренування (виведення раневого вмісту через спеціальну трубку) піхви сухожилля.
Лікування хронічного тендовагініту в основному зводиться до фізіотерапевтичних процедур (парафін, озокерит, УВЧ, електрофорез з лікарськими речовинами), лікувальної гімнастики і масажу. Якщо не допомагають консервативні методи лікування, то при тендовагініті, що стенозує, січуть звужену ділянку піхви сухожилля.
Головне при тендовагініті — вчасне звертання до лікаря і правильне лікування.